# Тременико
Тремѐнико (на италиански: Tremenico, на западноломбардски: Tremènech, Тременек) е село и община в Северна Италия, провинция Леко, регион Ломбардия. Разположено е на 754 m надморска височина.